# 72 Seasons
72 Seasons jedanaesti je studijski album američkog heavy metal-sastava Metallica. Diskografska kuća Blackened Recordings objavila ga je 14. travnja 2023. Produkciju potpisuje Greg Fidelman, producent prethodnog studijskog albuma Hardwired... to Self-Destruct (iz 2016.). To je drugi album skupine objavljen pod licencijom Blackened Recordingsa.

## Rad na albumu
U intervjuu s australskim časopisom The Music u ožujku 2019. basist Robert Trujillo izjavio je da su članovi skupine počeli improvizirati nove pjesme za idući studijski album. Komentirao je: „Veselim se idućem albumu jer vjerujem da ćemo na njemu usavršiti [stil prethodnih] dvaju albuma i krenuti na još jedno putovanje. Ne manjka nam novih ideja, baš je zato odlično biti u ovoj grupi.” Pretpostavio je da će za objavu tog uratka biti potrebno „manje vremena nego za prethodna dva” i dodao je: „Ovaj ćemo mu se put brže posvetiti nego prije, pa ćemo i brže otići u studio i raditi [na pjesmama]. Svi smo se zakleli da ćemo se tim [albumom] pozabaviti što prije.”
U intervjuu održanom idućega mjeseca u australskom časopisu Mixdown gitarist Kirk Hammett izjavio je da sastav namjerava ući u studio kad završi turneja WorldWired Tour kojom podržava album Hardwired... to Self-Destruct. Komentirao je: „Od Hardwireda su prošle tri godine. Možda ćemo se nakon toga malo više usredotočiti [na nove pjesme] i ranije otići u studio.” Budući da nije sudjelovao u pisanju pjesama za Hardwired... to Self-Destruct jer je 2014. u kopenhagenskoj zračnoj luci izgubio mobitel na kojemu je čuvao glazbene ideje, Hammett je izjavio da za idući album ima „brdo stvari”: „Spreman sam, nadoknadio sam gubitke i više nego što je to bilo potrebno.”
U intervjuu s Marcom Benioffom u travnju 2020., usred pandemije koronavirusa, bubnjar Lars Ulrich izjavio je da članovi Metallice planiraju raditi na novom studijskom albumu dok su još u samoizolaciji. Trujillo je u lipnju te godine rekao The Vinyl Guideu da članove „uzbuđuje rad na novim idejama za album”. „Odlično je što se svi svima javljamo svakog tjedna, tako da smo i dalje povezani [...]. Zasad smo zbilja usredotočeni na kućne studije i kreativni smo u vlastitim domovima, raspravljamo o idejama i dorađujemo ih.” Također je komentirao da naposljetku namjeravaju otići u studio kako bi snimili album. U intervju s Phoebe Bridgers za Rolling Stone u studenome te godine Ulrich je izjavio da članovi sastava već „tri ili četiri tjedna marljivo pišu pjesme”, a idućeg je mjeseca o novom albumu rekao: „Najžešći je i prezakon [...], ali sad ozbiljno, kad ne bismo mislili da je najbolji album još uvijek pred nama, zašto bismo se i dalje bavili time?” U siječnju 2021. izjavio je da „jako sporo” rade na pjesmama za album, a pjevač i gitarist James Hetfield u ožujku je rekao: „Mogli smo ili otići na turneju ili pisati pjesme, pa je COVID odlučio umjesto nas [...], ali da, [objavit ćemo] hrpu pjesama. Napisali smo ih dosta.”

## Naziv
U studenome 2022. Hetfield je o nazivu albuma izjavio ovo:

## Objava i promidžba
Dana 28. studenoga 2022. Metallica je otkrila naziv albuma i popis pjesama na njemu, najavila kad će biti objavljen i izjavila da će sa sastavima Pantera, Five Finger Death Punch, Ice Nine Kills, Greta Van Fleet, Architects, Volbeat i Mammoth WVH otići na popratnu sjevernoameričku i europsku turneju M72 World Tour. Tog su dana također objavljeni singl „Lux Æterna” i glazbeni spot za tu pjesmu. Dana 19. siječnja 2023. objavljen je glazbeni spot za pjesmu „Screaming Suicide”. Nakon što je krajem veljače na TikToku najavljivala objavu nove pjesme, skupina je 1. ožujka objavila glazbeni spot za singl „If Darkness Had a Son”. Naslovna skladba „72 Seasons” objavljena je 30. ožujka.
Kako bi dodatno podržao album, sastav je 10. travnja nastupio u emisiji Jimmy Kimmel Live!. Voditelj Jimmy Kimmel intervjuirao je članove grupe, a oni su potom uživo odsvirali nove pjesme „Lux Æterna” i „If Darkness Had a Son”, ali i starije skladbe „Master of Puppets” i „Holier Than Thou”. Dana 12. travnja Howard Stern intervjuirao je članove Metallice u svojoj radijskoj emisiji, a oni su potom odsvirali tri pjesme: „Turn the Page” Boba Segera, akustičnu inačicu pjesme „Blackened” i „Lux Æterna”. Dva dana poslije, na dan objave uratka, sastav je objavio glazbeni spot za pjesmu „Sleepwalk My Life Away” i izjavio da je sklopio ugovor s autorima internetske igre Roblox kako bi se pjesme sa 72 Seasons mogle pojaviti u nekoliko njihovih igara.

## Recenzije
| Zbirne ocjene       | Zbirne ocjene |
| Izvor               | Ocjena        |
| ------------------- | ------------- |
| AnyDecentMusic?     | 7,3/10        |
| Metacritic          | 77/100        |
| Recenzije           |               |
| Izvor               | Ocjena        |
| AllMusic            | [ 37 ]        |
| Classic Rock        | [ 38 ]        |
| The Daily Telegraph | [ 39 ]        |
| Metal Hammer        | [ 40 ]        |
| Pitchfork           | 6,4/10        |
| Rolling Stone       | [ 42 ]        |

72 Seasons dobio je uglavnom pozitivne kritike. Na Metacriticu, koji glazbenim uradcima daje ocjenu od 0 do 100 na temelju prosječne ocjene recenzenata raznih publikacija, dobio je ukupno 77 bodova na temelju 22 recenzije, što označava „uglavnom pozitivne kritike”.
Classic Rock dao mu je 4 boda od njih 5 u prvoj objavljenoj recenziji albuma; izjavio je da je s glazbenog gledišta riječ o „suvremenom metalu oklopljenu titanijskim pločicama”, a da su stihovi „puni patnje i sumorni”. U toj recenziji cijeli se album naziva „žestokim; to je album koji ostaje silovit gotovo svake sekunde u tih 77 minuta koliko traje”. Recenzent je zaključio da „iako nema balada, a pamtljive su melodije rijetke”, uradak „neće razočarati nikoga osim najratorobnijih obožavatelja”. U recenziji za Daily Telegraph Neil McCormick dao mu je četiri zvjezdice od njih pet i izjavio je: „Uglavnom je svaka Metallicina pjesma izniman primjer kakva čista moć počiva u heavy metalu, ali kako biste poslušali njih 12 zaredom, trebate smoći hrabrosti i posvetiti im dovoljno vremena.” Jednako je pozitivna i recenzija objavljena u Rolling Stoneu, u kojoj je Kory Grow izjavio da članovi Metallice na uratku „[sviraju] odlučnije nego nekoć kad su svirali demonskom brzinom”. Dodao je da su na albumu i glazbene dionice koje „ni po čemu ne zvuče” kao njihove prethodne pjesme te je zaključio da Hetfield „[ruši] fasadu drskog metal-gnjeva u potrazi za svojom istinom” i da ga pritom prožima „[agonija] koja se doima autentičnom”.
Uratku je manje naklonjena recenzija objavljena u časopisu Metal Hammer, u kojoj je Stephen Hill izjavio da je 72 Seasons uradak na kojem Metallica postaje „samo provjereno dobar metal-sastav”, ali i dalje „vrijedi posvetiti mu nešto vremena” zbog Hetfieldovih „zaista dirljivih” stihova u kojima „[zalazi] dublje u svoje rane traume [nego] ikada prije”. Premda je komentirao da glazba na albumu zvuči „golemo, drobi i [prikladna je za] metal na stadionima tijekom poluvremena”, istaknuo je da „općenito slijedi slične ritmove i ugođaje” i često „ne može parirati dinamičnim” Hetfieldovim stihovima. U zaključku je napisao da „valja poštovati činjenicu da Metallica i dalje može reći nešto novo (ako već ne može odsvirati)” i da je riječ o „najboljem uratku koji smo realno mogli očekivati”.

## Komercijalni uspjeh
Uradak je u tjedan dana nakon objave prodan u 146 000 primjeraka i pojavio se na drugom mjestu ljestvice Billboard 200. To je prvi Metallicin studijski album od uratka ...And Justice for All iz 1988. koji se nije pojavio na prvom mjestu te ljestvice; time je okončan niz albuma koji su dosegli prvo mjesto u prvome tjednu, a ukupno ih je šest.

## Popis pjesama
| 1.    | »72 Seasons«             | James Hetfield, Lars Ulrich, Kirk Hammett | 7:39  |
| 2.    | »Shadows Follow«         | Hetfield, Ulrich                          | 6:12  |
| 3.    | »Screaming Suicide«      | Hetfield, Ulrich, Robert Trujillo         | 5:30  |
| 4.    | »Sleepwalk My Life Away« | Hetfield, Ulrich, Trujillo                | 6:56  |
| 5.    | »You Must Burn!«         | Hetfield, Ulrich, Trujillo                | 7:03  |
| 6.    | »Lux Æterna«             | Hetfield, Ulrich                          | 3:25  |
| 7.    | »Crown of Barbed Wire«   | Hetfield, Ulrich, Hammett                 | 5:49  |
| 8.    | »Chasing Light«          | Hetfield, Ulrich, Hammett                 | 6:45  |
| 9.    | »If Darkness Had a Son«  | Hetfield, Ulrich, Hammett                 | 6:36  |
| 10.   | »Too Far Gone?«          | Hetfield, Ulrich                          | 4:34  |
| 11.   | »Room of Mirrors«        | Hetfield, Ulrich                          | 5:34  |
| 12.   | »Inamorata«              | Hetfield, Ulrich                          | 11:10 |
| 77:10 |                          |                                           |       |

## Zasluge
| Metallica - James Hetfield – vokal, gitara - Lars Ulrich – bubnjevi - Kirk Hammett – gitara - Robert Trujillo – bas-gitara; prateći vokali (na pjesmi „You Must Burn!”) | Ostalo osoblje - Greg Fidelman – snimanje, miksanje, produkcija - Sara Lyn Killion – tonska obrada - Jim Monti – tonska obrada - Jason Gossman – dodatna tonska obrada, digitalna obrada - Kent Matcke – dodatna tonska obrada - Dan Monti – digitalna obrada - Bob Ludwig – masteriranje - David Turner – omot albuma, ilustracije |

## Ljestvice
| Ljestvica                                       | Najviša pozicija |
| ----------------------------------------------- | ---------------- |
| Australija                                      | 1.               |
| Austrija                                        | 1.               |
| Belgija (Flandrija)                             | 1.               |
| Belgija (Valonija)                              | 1.               |
| Češka                                           | 3.               |
| Danska                                          | 1.               |
| Finska                                          | 1.               |
| Francuska                                       | 1.               |
| Grčka                                           | 1.               |
| Hrvatska (Top lista prodaje – strano)           | 1.               |
| Irska                                           | 1.               |
| Island                                          | 4.               |
| Italija                                         | 3.               |
| Japan (Japanese Albums)                         | 4.               |
| Japan (Japanese Combined Albums)                | 5.               |
| Japan (Japanese Hot Albums)                     | 4.               |
| Japan (Japanese Rock Albums)                    | 3.               |
| Kanada                                          | 1.               |
| Litva                                           | 25.              |
| Mađarska                                        | 1.               |
| Nizozemska                                      | 1.               |
| Norveška                                        | 2.               |
| Novi Zeland                                     | 1.               |
| Njemačka                                        | 1.               |
| Poljska                                         | 1.               |
| Portugal                                        | 1.               |
| SAD (Billboard 200)                             | 2.               |
| SAD (Top Album Sales)                           | 1.               |
| SAD (Top Hard Rock Albums)                      | 1.               |
| SAD (Top Rock Albums)                           | 1.               |
| Slovačka                                        | 5.               |
| Škotska                                         | 1.               |
| Španjolska                                      | 2.               |
| Švedska (Swedish Albums)                        | 1.               |
| Švedska (Swedish Hard Rock Albums)              | 1.               |
| Švicarska                                       | 1.               |
| Ujedinjeno Kraljevstvo (UK Albums)              | 1.               |
| Ujedinjeno Kraljevstvo (UK Rock & Metal Albums) | 1.               |